# Pseudomeloe humeralis
Pseudomeloe humeralis is een keversoort uit de familie van oliekevers (Meloidae). De wetenschappelijke naam van de soort is voor het eerst geldig gepubliceerd in 1842 door Guérin-Méneville.